# Jojoushi
Jojōshi (Poema Lírico) fue el ending del programa Super TV Jouhou Saizensen y el videoclip de la misma canción estuvo nominado al Best Art Direction Video en los Space Shower MVA 2006. La canción versionada por L'Arc~en~Ciel se encuentra en su álbum Awake.

El sencillo llegó al #1 del Oricon permaneciendo durante 7 semanas en el ranking, vendiendo unas 145,718 unidades. 
| #  | Título                                        | Compuesta por:           |
| -- | --------------------------------------------- | ------------------------ |
| 1. | Jojoushi                                      | hyde(letra) ken (música) |
| 2. | HEAVEN'S DRIVE 2005                           | hyde (letra y música)    |
| 3. | Jojoushi (hydeless version)                   | ken (música)             |
| 4. | HEAVEN'S DRIVE 2005 (TETSU P'UNKless version) | hyde (letra y música)    |